# Sankt Gangloff
Sankt Gangloff là một đô thị thuộc huyện Saale-Holzland, trong bang Thüringen, Đức. Đô thị Sankt Gangloff có diện tích 9,45 km².